# Chikara Grand Championship
El Gran Campeonato de Chikara (Chikara Grand Championship) fue un campeonato de lucha libre profesional perteneciente a la empresa Chikara. Actualmente, es el campeonato más importante de la promoción y fue introducido el 13 de noviembre de 2011 en el primer iPPV de la empresa, High Noon.

## Historia

### 12 Large: Summit
El 3 de febrero de 2011, se anunció que la empresa coronaría a su primer campeón individual, después de los 9 años de existencia de la empresa. El nuevo director de diversión Vavasseur, pidió a los luchadores que votaran por quién debería luchar en el torneo, no pudiendo votarse a sí mismos. Durante los siguientes dos meses, luchadores como Vin Gerard, UltraMantis Black, Green Ant, Brodie Lee e Icarus pidieron votos en la página oficial de Chikara. Sin embargo, el stable rudo más importante de Chikara, Bruderschaft des Kreuzes (BDK), tuvo problemas: mientras que el líder, Claudio Castagnoli, ordenó al grupo que le votara a él, Sara Del Rey, también miembro, pidió que la votaran a ella.
El 21 de abril, Vavasseur anunció el resultado. Castagnoli obtuvo la mayoría de los votos, con cinco de los siete luchadores de BDK. Los otros clasificados fueron Jigsaw (3 votos) y Amasis, Brodie Lee, Eddie Kingston, Fire Ant, Hallowicked, Icarus, Mike Quackenbush, Sara Del Rey, UltraMantis Black y Vin Gerard (2 puntos). Vavasseur entonces reveló que los 20 luchadores se dividirían en dos bloques para empezar el torneo el 21 de mayo. El 11 de abril, el graduado de la Chikara Wrestle Factory y antiguo Campeón de la Chikara Young Lions Cup Larry Sweeney se suicidó. Debido a esto, el 29 de abril se anunció que el torneo se llamaría 12 Large: Summit, en honor a la frase característica de Sweeney y el nombre de su movimiento final. El 10 de mayo reveló la estrcutura de los bloques y las reglas: todos los combates tendrían un límite de tiempo de una hora, una victoria se premiaría con dos puntos y un empate, con uno. Los luchadores que obtuvieran más puntos se enfrentarían el uno al otro el 13 de noviembre para determinar un campeón.
El 16 de mayo, Vavasseur anunció que Amasis había sufrido una lesión, por lo que tuvo que salir del torneo y le dio a los fanes la oportunidad de votar por uno de sus compañeros de Osirian Portal, Hieracon o Ophidian, para que le sustituyera. El 18 de junio, Ophidian salió ganador y obtuvo el puesto de su compañero. Además, Brodie Lee también tuvo que abandonar el torneo por lesión durante su combate contra Eddie Kingston el 26 de junio, dándole dos puntos por abandono. A pesar de que le dieron la oportunidad de incorporarse al torneo más tarde, Lee nunca volvió a participar, perdiendo el resto de combates. Jigsaw no pudo empezar el torneo debido a unas lesiones, pero pudo incorporarse el 30 de julio. El 25 de julio, Ophidian anunció que se había roto la mandíbula, por lo que perdió por abandono su combate contra Icarus el 31 de julio. El 27 de agosto, Castagnoli fue la primera persona eliminada del torneo después de ser derrotado por Icarus. Tras el evento, Castagnoli firmó un contrato con la WWE, por lo que perdió su lucha final ante Ophidian por abandono. El 1 de agosto, se anunció que la final tendría lugar en el primer internet pay-per-view en vivo de la empresa, High Noon. Cuando el póster del evento se reveló el 29 de agosto, se supo que el nombre del campeonato sería el Gran Campeonato de Chikara (Chikara Grand Championship). El 7 de octubre, Mike Quackenbush se coronó como el mejor del Bloque A tras derrotar a Sara Del Rey. Al día siguiente, Eddie Kingston hizo lo mismo en el Bloque B cuando Jigsaw derrotó al único hombre que podría haberle quitado el puesto, UltraMantis Black. Finalmente, en High Noon, Kingston derrotó a Quackenbush, ganando el 12 Large: Summit y convirtiéndose en el primer Gran Campeón de Chikara.
| Bloque A           | Bloque A | Bloque B          | Bloque B |
| Mike Quackenbush   | 8        | Eddie Kingston    | 8        |
| Icarus             | 6        | Fire Ant          | 6        |
| Hallowicked        | 6        | Jigsaw            | 6        |
| Sara Del Rey       | 6        | UltraMantis Black | 6        |
| Ophidian           | 2        | Vin Gerard        | 4        |
| Claudio Castagnoli | 2        | Brodie Lee        | 0        |
| ------------------ | -------- | ----------------- | -------- |

| Block A     | Castagnoli          | Del Rey                | Hallowicked         | Icarus              | Ophidian               | Quackenbush            |
| ----------- | ------------------- | ---------------------- | ------------------- | ------------------- | ---------------------- | ---------------------- |
| Castagnoli  | X                   | Del Rey (13:15)        | Castagnoli (14:34)  | Icarus (12:45)      | Ophidian (abandono)    | Quackenbush (19:59)    |
| Del Rey     | Del Rey (13:15)     | X                      | Hallowicked (11:56) | Del Rey (13:56)     | Del Rey (13:59)        | Quackenbush (15:00)    |
| Hallowicked | Castagnoli (14:34)  | Hallowicked (11:56)    | X                   | Icarus (15:16)      | Hallowicked (14:28)    | Hallowicked (18:50)    |
| Icarus      | Icarus (12:45)      | Del Rey (13:56)        | Icarus (15:16)      | X                   | Icarus (abandono)      | Quackenbush (6:59)     |
| Ophidian    | Ophidian (abandono) | Del Rey (13:59)        | Hallowicked (14:28) | Icarus (abandono)   | X                      | Quackenbush (17:31)    |
| Quackenbush | Quackenbush (19:59) | Quackenbush (15:00)    | Hallowicked (18:50) | Quackenbush (6:59)  | Quackenbush (17:31)    | X                      |
| Block B     | Fire Ant            | Gerard                 | Jigsaw              | Kingston            | Lee                    | UltraMantis            |
| Fire Ant    | X                   | Fire Ant (11:45)       | Fire Ant (11:40)    | Kingston (22:27)    | Fire Ant (abandono)    | UltraMantis (12:46)    |
| Gerard      | Fire Ant (11:45)    | X                      | Jigsaw (12:48)      | Gerard (9:47)       | Gerard (7:15)          | UltraMantis (abandono) |
| Jigsaw      | Fire Ant (11:40)    | Jigsaw (12:48)         | X                   | Kingston (19:43)    | Jigsaw (abandono)      | Jigsaw (12:13)         |
| Kingston    | Kingston (22:27)    | Gerard (9:47)          | Kingston (19:43)    | X                   | Kingston (abandono)    | Kingston (11:56)       |
| Lee         | Fire Ant (abandono) | Gerard (7:15)          | Jigsaw (abandono)   | Kingston (abandono) | X                      | UltraMantis (abandono) |
| UltraMantis | UltraMantis (12:46) | UltraMantis (abandono) | Jigsaw (12:13)      | Kingston (11:56)    | UltraMantis (abandono) | X                      |

|  | Final |                  |       |  |
|  |       |                  |       |  |
|  | A1    | Mike Quackenbush | Pin   |  |
|  | A1    | Mike Quackenbush | Pin   |  |
|  | B1    | Eddie Kingston   | 17:52 |  |
|  | B1    | Eddie Kingston   | 17:52 |  |

## Campeón actual
El campeón actual es Dasher Hatfield, quien se encuentra en su primer reinado como campeón. Angelosetti ganó el título tras derrotar a Mark Angelosetti el 5 de abril de 2019 en el evento Once Upon A Beginning	 en Jersey City, NJ	.
Hatfield.

## Lista de campeones
| Luchador:                  | Reinado N°: | Fecha:                  | Días de reinado: | Show o Evento:                           | Notas |
| -------------------------- | ----------- | ----------------------- | ---------------- | ---------------------------------------- | --- |
| Eddie Kingston             | 1           | 13 de noviembre de 2011 | 924              | High Noon                                | Derrotó a Mike Quackenbush en la final del torneo 12 Large: Summit. |
| Icarus                     | 1           | 25 de mayo de 2014      | 164              | You Only Live Twice                      | |
| Hallowicked                | 1           | 6 de abril de 2015      | 243              | Afternoon Delight                        | |
| Princess Kimber Lee        | 1           | 5 de diciembre de 2015  | 177              | Top Banana                               | |
| Hallowicked                | 2           | 30 de mayo de 2016      | 213              | Aniversario: The Lost World              | |
| UltraMantis                | 1           | 29 de diciembre de 2016 | 93               | Whatever                                 | UltraMantis Black ganó el campeonato durante la temporada 17, que fue grabada en secreto. La fecha exacta del cambio de título es desconocida. |
| Juan Francisco de Coronado | 2           | 1 de abril de 2017      | 497              | Bad Wolf                                 | |
| Mark Angelosetti           | 1           | 11 de agosto de 2018    | 237              | Chikarasaurus Rex: A Deadly Secret       | |
| Dasher Hatfield            | 1           | 4 de septiembre de 2018 | 135              | Chikara Wrestle Factory Press Conference | Cuando Mark Angelosetti se lastimó legítimamente, el director de diversión de Chikara, Bryce Remsburg, permitió que Angelosetti eligiera un campeón interino para defender el cinturón hasta que regrese. Angelosetti luego eligió Dasher Hatfield. |
| Dasher Hatfield            | 1           | 5 de abril de 2019      | 446              | Once Upon A Beginning                    | Hatfield derrotó a Mark Angelosetti en un partido de escalera. |
| Vacante                    | 1           | 24 de junio de 2020     | —                | —                                        | Debido al cierre de Chikara. |

## Reinados más largos
| Luchador       | Días | Fecha en que ganó       | Fecha en que perdió | Notas                         |
| -------------- | ---- | ----------------------- | ------------------- | ----------------------------- |
| Eddie Kingston | 924  | 13 de noviembre de 2011 | 25 de mayo de 2014  | Primer campeón de la historia |
| Icarus         | 164  | 25 de mayo de 2014      | 6 de abril de 2015  | Primer reinado                |

## Datos interesantes
- Reinado más largo: Eddie Kingston, 924 días.
- Reinado más corto: UltraMantis, 93 días.
- Campeón más viejo: UltraMantis, 41 años.
- Campeón más joven: Princess Kimber Lee, 25 años, 161 días.
- Campeón más pesado: Eddie Kingston, 103 kg (227 lb).
- Campeón más liviano: Princess Kimber Lee, 54 kg (119 lb).